# Saint-Pierre-de-Belleville
Saint-Pierre-de-Belleville là một xã thuộc tỉnh Savoie trong vùng Auvergne-Rhône-Alpes ở đông nam nước Pháp.